# Abu Dhabi Investment Authority
Die Abu Dhabi Investment Authority (ADIA) ist ein Staatsfonds des Emirats Abu Dhabi, des größten der sieben Emirate der Vereinigten Arabischen Emirate (VAE). Die Aufgabe des ADIA besteht u. a. darin, die Vereinigten Arabischen Emirate auf die Zeit nach der Erschöpfung der Öl- und Gasvorkommen (siehe Ölfördermaximum) vorzubereiten. Dazu setzt der Fonds verstärkt auf den Dienstleistungs- und Technologiesektor. ADIA galt einige Jahre als der größte Staatsfonds der Welt.
Schlagzeilen machte der Staatsfonds u. a., als er am 27. November 2007 den Erwerb von 4,9 % der Aktien der durch die Finanzkrise ab 2007 geschwächten Citigroup für ca. 7,5 Mrd. US-Dollar bekannt gab.

## Verwaltetes Vermögen
Das verwaltete Vermögen (AUM) wurde im Jahr 2008 auf 875 Milliarden US-Dollar, im Jahr 2010 auf 625 Milliarden US-Dollar geschätzt, das seit ihrer Gründung im März 1976 investierte Förderungskapital wiederum zwischen 500 und 950 Milliarden Dollar. Die meisten Investitionen gehen nach eigenen Angaben nach Nordamerika.

## Geschichte
1967 schuf das Emirat Abu Dhabi das Financial Investment Board als Teil des Finanzministeriums (Abu Dhabi Ministry of Finance). 1976 wurde von Scheich Zayid bin Sultan Al Nahyan, dem Gründer der VAE und Herrscher des Emirats Abu Dhabi, beschlossen, das Financial Investment Board durch eine von der Regierung unabhängig agierende Organisation zu ersetzen. Daher wurde im März 1976 die Abu Dhabi Investment Authority gegründet.
2006 wurde parallel zur ADIA das Abu Dhabi Investment Council (ADIC) gegründet, in die neben der damaligen Abu Dhabi Investment Company (heute Invest AD; im Februar 1977 als erste Investmentgesellschaft von Abu Dhabi gegründet) u. a. die inländischen Immobilien der ADIA eingebracht wurden. Das ADIC ist deutlich kleiner als die ADIA und wird mitunter ADIA II genannt. ADIC hat 2008 zu 90 % das Chrysler Building in New York City erworben.
Im Dezember 2016 verkaufte ADIA 15 Ibis-Hotels für 200 Millionen US-Dollar an die französische Hotelgruppe Accor.

## Struktur
ADIA ist zu einhundert Prozent im Eigentum der Regierung des Emirats Abu Dhabi. Scheich Hamed bin Zayed Al Nahyan ist Managing Director von ADIA und Scheich Chalifa bin Zayid Al Nahyan ist Chairman des Board of Directors.
2015 beschäftigte ADIA weltweit rund 1700 Mitarbeiter aus über 60 Nationen, davon 26 % aus den VAE, 27 % aus Europa, 25 % aus Asien und 13 % aus Nordamerika.
Der europäische Immobilien-Investmentarm der ADIA ist die in Luxemburg sitzende Tamweelview European Holdings SA, die Kapitalgeber der operativ-tätigen Freo-Gruppe ist. Von 2015 bis 2017 ist über diese die Mall of Switzerland, ein Freizeit- und Einkaufszentrum mit einem Investitionsvolumen von 450 Millionen Franken in Ebikon bei Luzern, realisiert worden.

## Mitgliedschaften
Sie ist Mitglied im International Forum of Sovereign Wealth Funds (IFSWF) und hat sich damit verbunden auch den Santiago-Prinzipien für angemessenes Handeln und ordentlicher Geschäftstätigkeit verschrieben.